# Projekt Riese

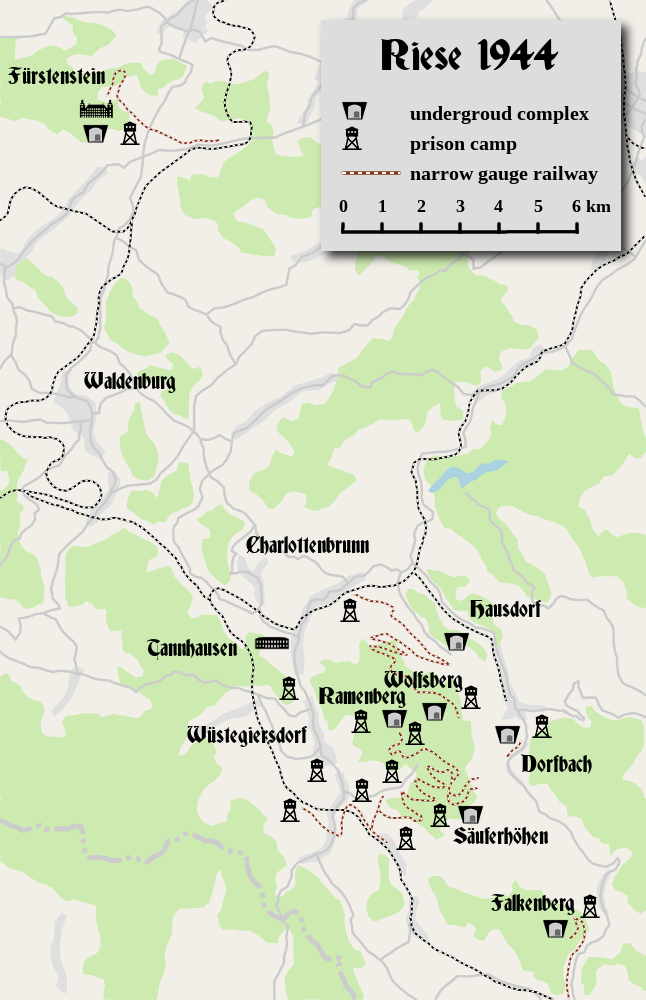
Projekt Riese v roce 1944

Projekt Riese ([ˈʁiːzə]IPA, německy „obr“) je kódové jméno pro projekt stavby nacistického Německa v letech 1943–1945, kterou tvoří sedm podzemních staveb v Sovích Horách a hrad Książ v Dolním Slezsku.
Žádná z nich nebyla dokončena; všechny jsou v různých stádiích rozpracovanosti a jen malé procento tunelů je vybetonováno.
Účel stavby je stále neznámý z důvodu chybějící dokumentace. Některé zdroje naznačují, že všechny stavby byly součástí Vůdcova hlavního stanu; dle jiných se jedná o kombinaci Hlavního stanu a zbrojního průmyslu. Při srovnání s podobnými zařízeními můžeme jako součást velitelství (nebo jako úřední budovu) označit hrad, zbytek tunelů v Sovích Horách je naplánován jako síť podzemních továren.
Stavební práce prováděli nuceně nasazení dělníci, váleční zajatci a vězni z koncentračních táborů. Mnozí zemřeli v důsledku nemocí a podvýživy.

## Historie

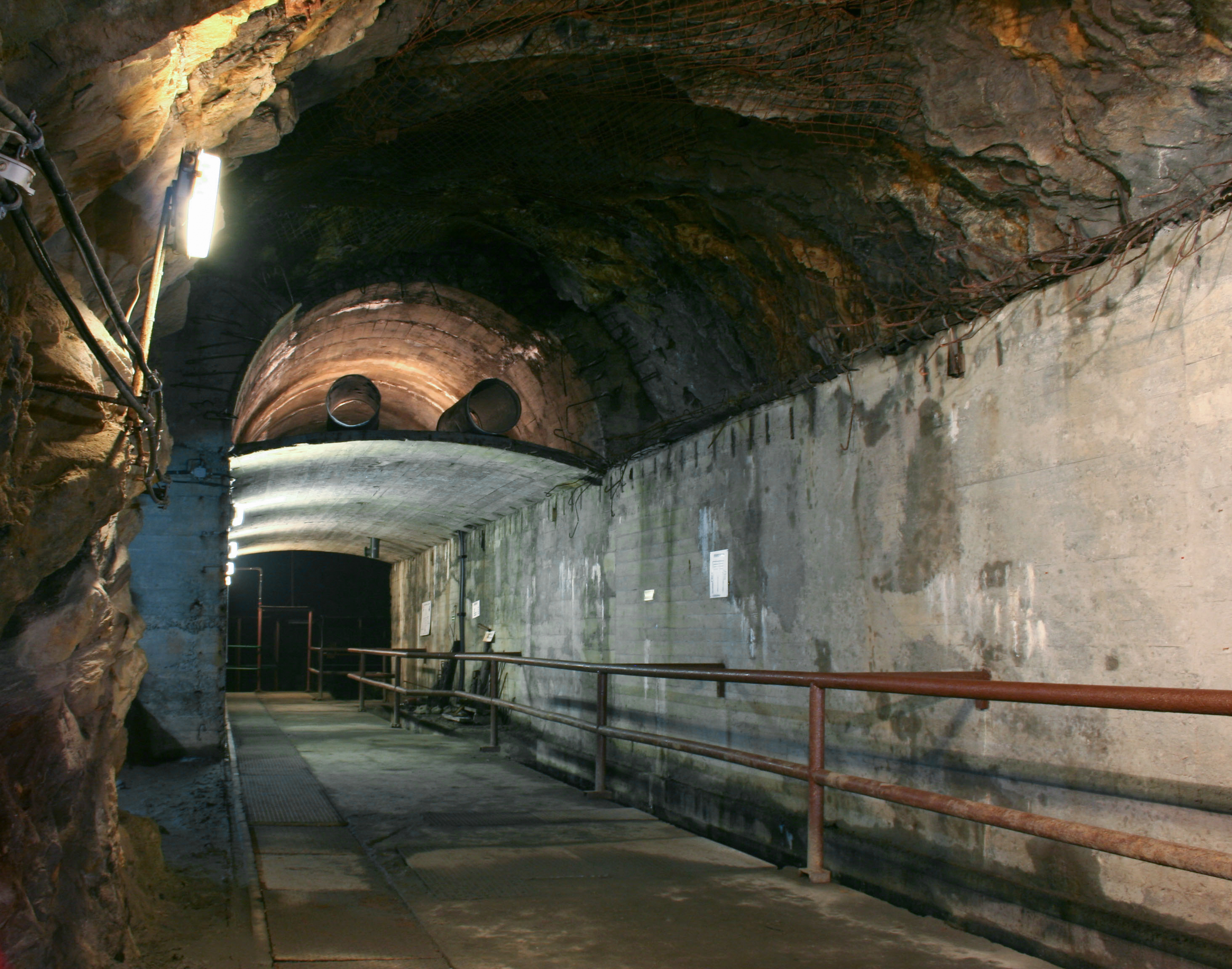
Komplex Rzeczka

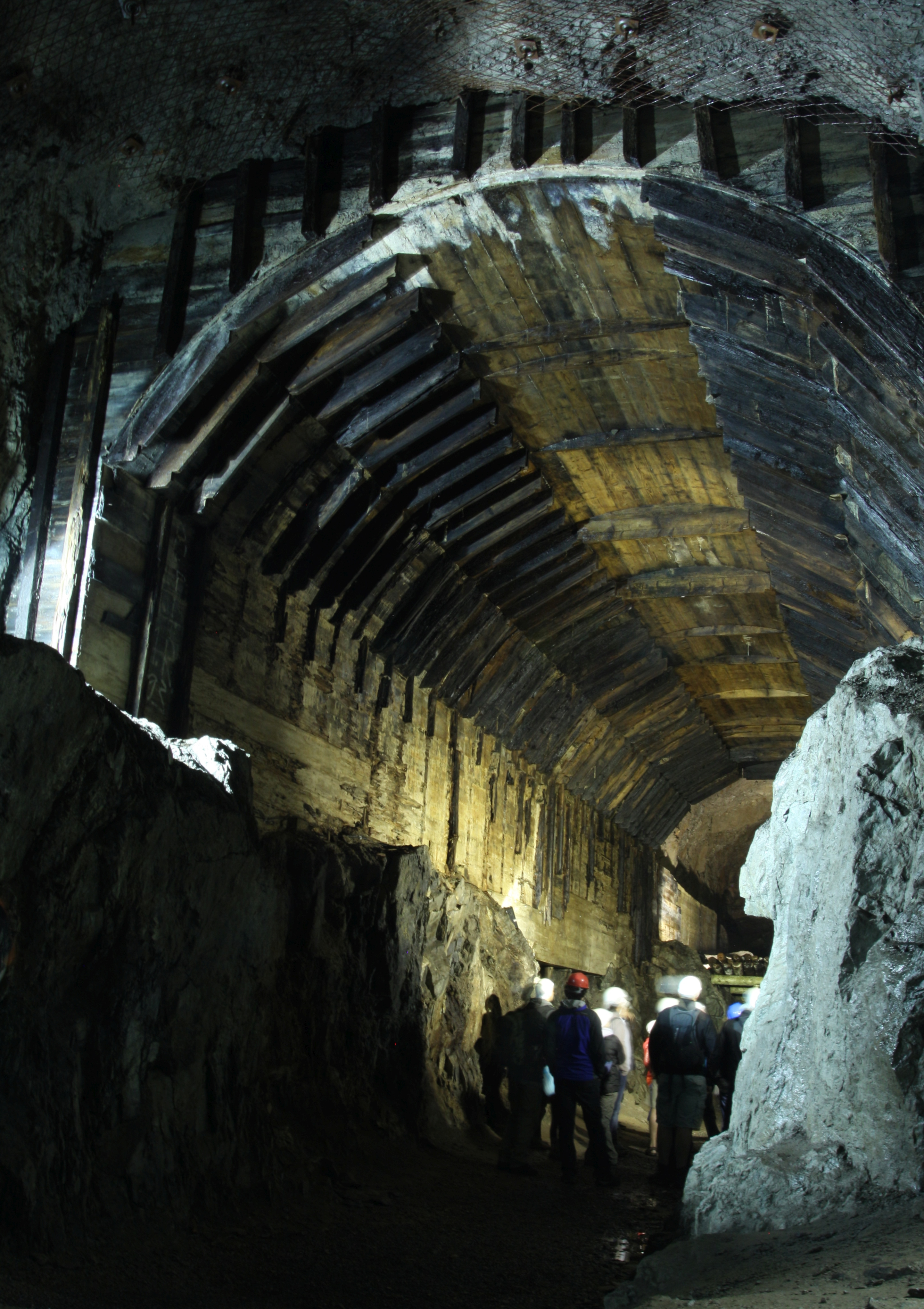
Komplex Osówka

Při zvyšujícím se počtu spojeneckých náletů přesunulo nacistické Německo velkou část své strategické zbrojní výroby do bezpečnějších regionů včetně oblasti Sudet. Plány na ochranu kritické infrastruktury počítaly s přesunutím továren do podzemních bunkrů a výstavbu protileteckých krytů pro vládní úředníky.

V září 1943 začal Ministr zbrojního průmyslu Albert Speer a vrcholové vedení Organizace Todt jednat o Projektu Riese. Výsledkem bylo vytvoření Schlesische Industriegemeinschaft AG (Slezské průmyslové společnosti), která byla určena k provádění stavebních prací.

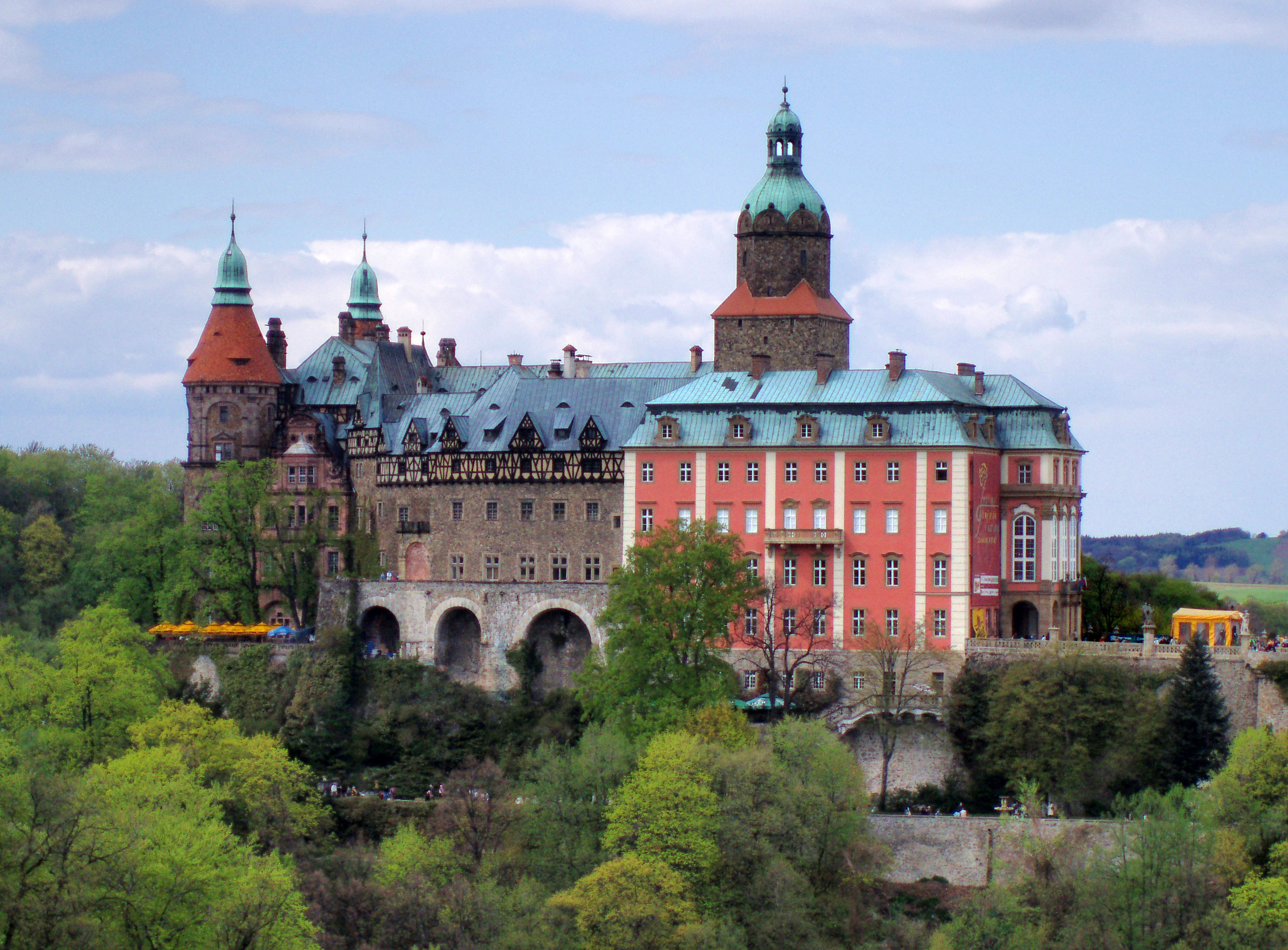
Zámek Książ

Byla vytvořena síť silnic, mostů, a úzkorozchodné železnice, která byla napojena na místní železniční stanice. Vězni skládali stavební materiál, káceli stromy, kopali nádrže a odvodňovací příkopy. Byly také postaveny malé přehrady k vytvoření zásoby vody a pro odpadní systémy. Později byly vyraženy do skal (i za pomoci výbušnin a odstřelů) místnosti, které byly vyztuženy betonem a ocelí. Za tímto účelem byli jako specialisté zaměstnáni Němci, Italové, Ukrajinci a Češi. Nejvíce nebezpečná a vyčerpávající práce byla provedena vězni.
Kopání tunelů šlo poměrně pomalu, protože se Soví Hory skládají z tvrdé ruly. Většina podobných zařízení se hloubila do měkkého pískovce. Těžší a stabilnější skály ale dávaly výhodu celkové ochrany před spojeneckými nálety a umožňovaly vybudování 12 m vysokých podzemních sálů s objemem 6000 m³.
V prosinci 1943 došlo mezi vězni k epidemii tyfu. Byli drženi v nehygienických podmínkách, vyčerpaní a hladoví. Výsledkem bylo výrazné zpomalení stavby. K projektu bylo přiřazeno nejméně pět táborů a neznámý počet nuceně nasazených dělníků a válečných zajatců. Někteří pracovali na projektu až do konce války. Proto také není znám přesný počet mrtvých.
V dubnu 1944, nespokojený s průběhem projektu, rozhodl Adolf Hitler předat dohled nad stavebními pracemi Organizaci Todt a přiřadit na práci vězně z koncentračních táborů. Síť těchto táborů byla pojmenována Arbeitslager Riese (Pracovní tábor Riese) a byla součástí tábora Gross-Rosen. Velitelství AL Riese (a také velitel tábora SS-Hauptsturmführer Albert Lütkemeyer) sídlilo ve Wüstegiersdorfu. Od prosince 1944 do ledna 1945 byli vězni střeženi 853 příslušníky jednotek SS.
Podle neúplných údajů pracovalo na projektu nejméně 13 000 vězňů, většina z nich byla převedena z koncentračního tábora v Osvětimi. Dokumenty umožňují identifikaci 8,995 vězňů. Všichni z nich byli Židé sedmdesát procent z Maďarska, ostatní z Polska, Řecka, Rumunska, Československa, Nizozemska, Belgie a Německa. Úmrtnost byla velmi vysoká, především z důvodů onemocnění, podvýživy, vyčerpání, nebezpečné podzemní práce a také v důsledků zacházení s vězni německými dozorci. Mnoho vyčerpaných vězňů bylo posláno zpátky do koncentračního tábora Osvětim. Zdokumentováno je 857 deportací vězňů, stejně jako 14 poprav po neúspěšných pokusech o útěk. Celkem se odhaduje na 5000 obětí.
Na konci roku 1944 došlo k další epidemii tyfu mezi vězni. Vzhledem k blížící se frontě začala v únoru 1945 evakuace táborů, avšak na několika místech práce pokračovaly ještě na konci dubna. Někteří vězni zde byli ponecháni, většinou těžce nemocní, až do příchodu Rudé armády, která dorazila v květnu 1945. Projekt Riese byl opuštěn v počáteční fázi výstavby a pouze 9 km (do 25 000 m², tedy 100 000 m³) tunelů bylo vykopáno.

## Jednotlivé stavby projektu

### Zámek Książ

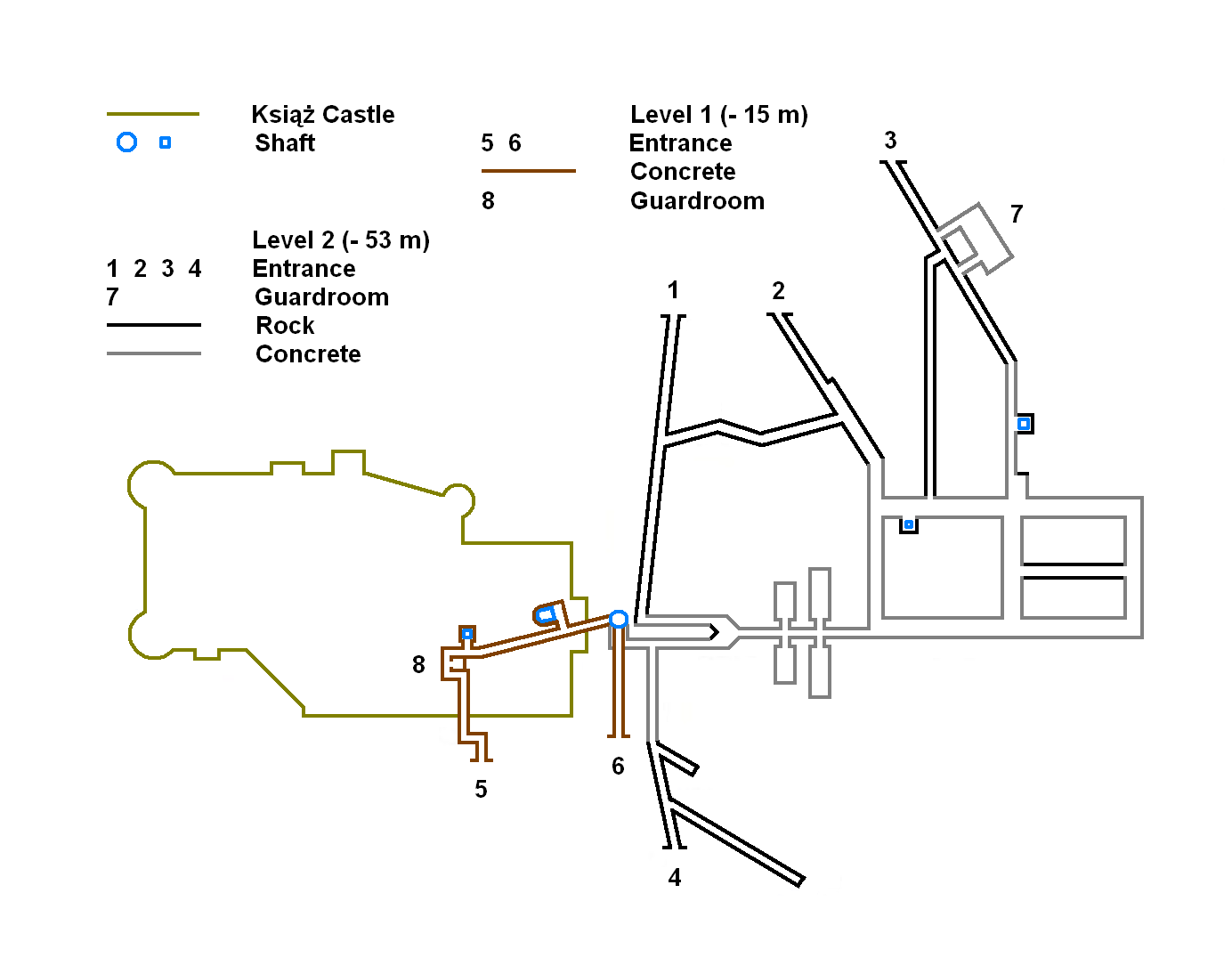
Komplexní Książ

Zámek Książ (německy Fürstenstein) se nachází ve městě Valbřich (německy Waldenburg). Jeho posledními majiteli v meziválečném období byla rodina Hochbergů, jedna z nejbohatších a nejvlivnějších evropských dynastií, konkrétně potom Hans Heinrich XV, Princ z Pštinského panství, a jeho anglická manželka Marie-Tereza Olivia Cornwallis-West (Princezna Daisy). Výsledkem jejich extravagantního životního stylu a globální ekonomické krize byl pád do dluhů. V roce 1941 byl hrad i přilehlé pozemky zabaveny nacistickou vládou jako trest za údajnou zradu jejich synů. V té době jeden z nich sloužil v britské armádě, další potom v polských ozbrojených silách na západě. Zámek byl nejprve pod vedením architekta Hermanna Gieslera, upraven tak, aby se přizpůsobil vedení státních drah (Deutsche Reichsbahn). V roce 1944 se ale stal součástí Projektu Riese. V letech 1941–1944 byl také místem, kde byly ukryty části sbírky Pruské státní knihovny.
Práce na zámku byly rozsáhlé a vedly ke zničení mnoha ozdobných prvků. Z důvodu vytvoření nouzových evakuačních tras byla vybudována nová schodiště a výtahové šachty. K nejzávažnějším pracím však došlo pod zámkem. Byly vybudovány dvě úrovně tunelů. První je 15 m v podzemí a je přístupný výtahem a schodištěm, ale také vchodem ze zahrady. Tunel (80 m, 180 m2, 400 m3) je vyztužen betonem a vede k výtahové šachtě skrytý 15 m pod hradním dvorem.
Druhé podzemní patro (950 m, 3200 m², 13 000 m³) je 53 m pod nádvořím. Na úpatí kopce byly vyraženy čtyři tunely: 1. (85 m), 2. (42 m), 3. (88 m), 4. (70 m). Komplex obsahuje jak velké tunely (5 m vysoké a 5,6 m široké), tak čtyři místnosti. Vybetonováno je asi 75 %.
Nad zemí zůstaly základy budov, dvě vodní nádrže, čerpací stanice, a čistírny odpadních vod. V letech 1975–1976 byly zbourány čtyři bunkry Ringstand 58c společně se strážnicí. Po válce byla také demontována úzkorozchodná železnice spojující tunely s železniční vlečkou v obci Lubiechów (německy Liebichau).
V květnu 1944 byl založen pracovní tábor AL Fürstenstein v blízkosti zámku. V barácích žilo asi 700 až 1000 vězňů. Byli to Židé z Maďarska, Polska a Řecka. Evakuace tábora proběhla v únoru 1945.
Dnes je zámek a první podzemní patro otevřené pro veřejnost.

### Komplex Rzeczka

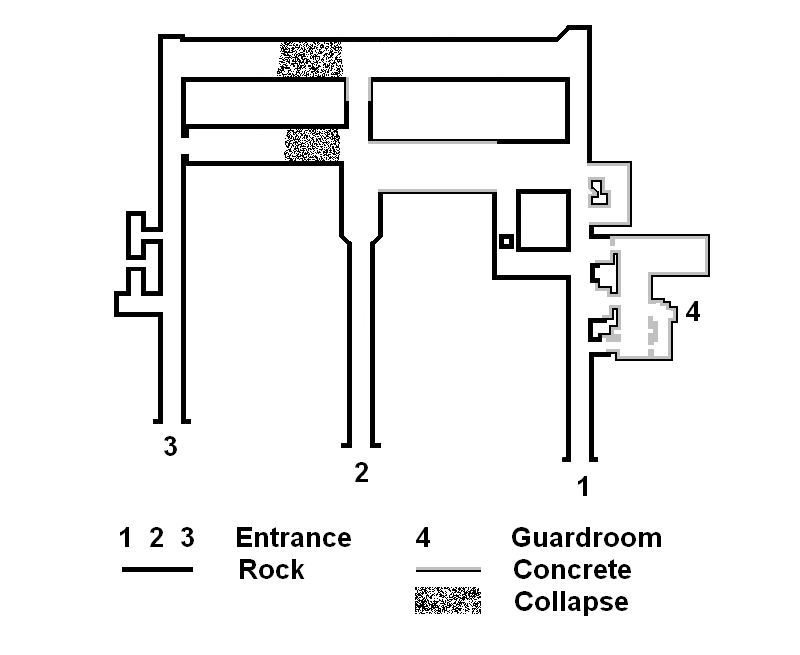
Komplex Rzeczka

Komplex se nachází na hranici mezi obcemi Rzeczka (německy Dorfbach) a Walim (německy Wüstewaltersdorf) v útrobách Ostré Hory (německy Spitzenberg). Zde byly vyraženy tři tunely. Stavba má téměř dokončenou strážnici a velké podzemní sály, které jsou až 10 m vysoké. Celková délka tunelů je 500 m (2 500 m2, 14,000 m3). Vyztuženo betonem je asi 11 % stavby. Nad zemí zůstaly základy betonového mostu. Druhý most byl poškozen a nahrazen lávkou.
Jeho vězni tvořili nuceně nasazeni, hlavně ze Sovětského svazu, Polska a váleční zajatci z Itálie, zajatí německou armádou po neúspěšném povstání maršála Pietra Badoglia. Nejpočetnější skupinu tvořili váleční zajatci ze Sovětského svazu. Byli drženi v části tábora podřízené Stalag VIII-A Görlitz. V dubnu 1944 byl zřízen pracovní tábor AL Wüstewaltersdorf, ve kterém byli většinou Židé z Řecka. Některé zdroje naznačují, že tábor mohl být umístěn na svazích Chłopské Hory (německy Stenzelberg); dle jiných je jeho existence nejistá. Tábor byl osvobozen v květnu 1945.

### Komplex Włodarz

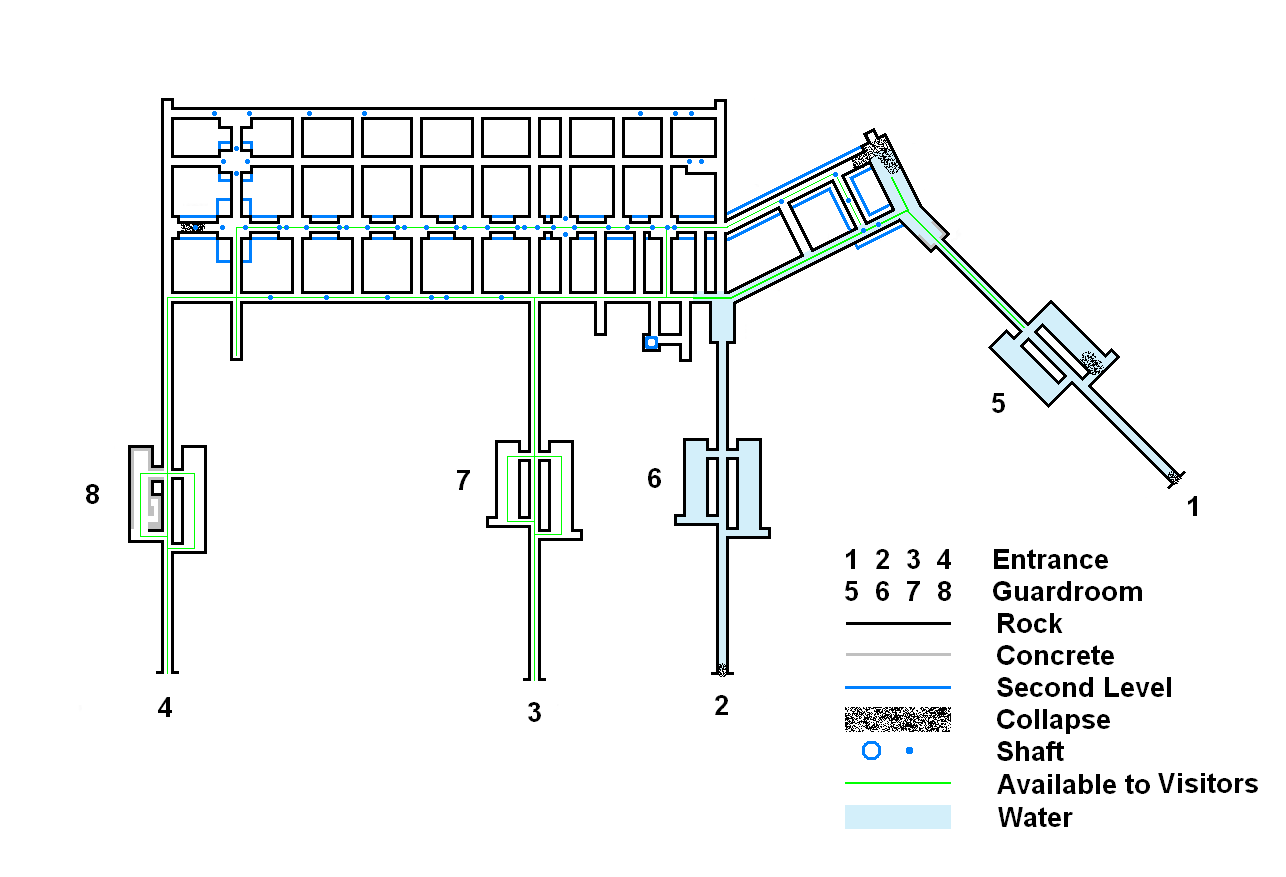
Komplex Włodarz

Komplex se nachází uvnitř hory Włodarz (německy Wolfsberg). Jedná se o síť tunelů (3,100 m, 10 700 m2, 42,000 m3) a velké podzemní sály, až 12 m vysoké. Zde je vybetonováno méně než jedno procento. Některé části areálu jsou zatopené, ale přístupné lodí. Od roku 2004 je komplex otevřen pro návštěvníky.
Nad zemí opět zůstaly základy nedokončených nebo poničených budov, bunkr, dvě vodní nádrže a sklady stavebního materiálu (včetně tisíců zkamenělých pytlů cementu). Síť úzkorozchodné železnice spojující tunely s železniční vlečkou v obci Olszyniec (německy Erlenbusch) byla rozebrána a sešrotována po válce.
Asi 3000 vězňů koncentračních táborů žilo ve stanech z překližky o průměru 3 m, v každém bylo 20 lidí, a v několika barácích. Jednalo se o Židy, především z Maďarska a Polska, ale také z Řecka, Československa, Německa a Rumunska. V okolí tábora se stále nacházejí ruiny betonových kasáren pro stráže SS. Evakuace vězňů začala v únoru 1945.

### Komplex Osówka

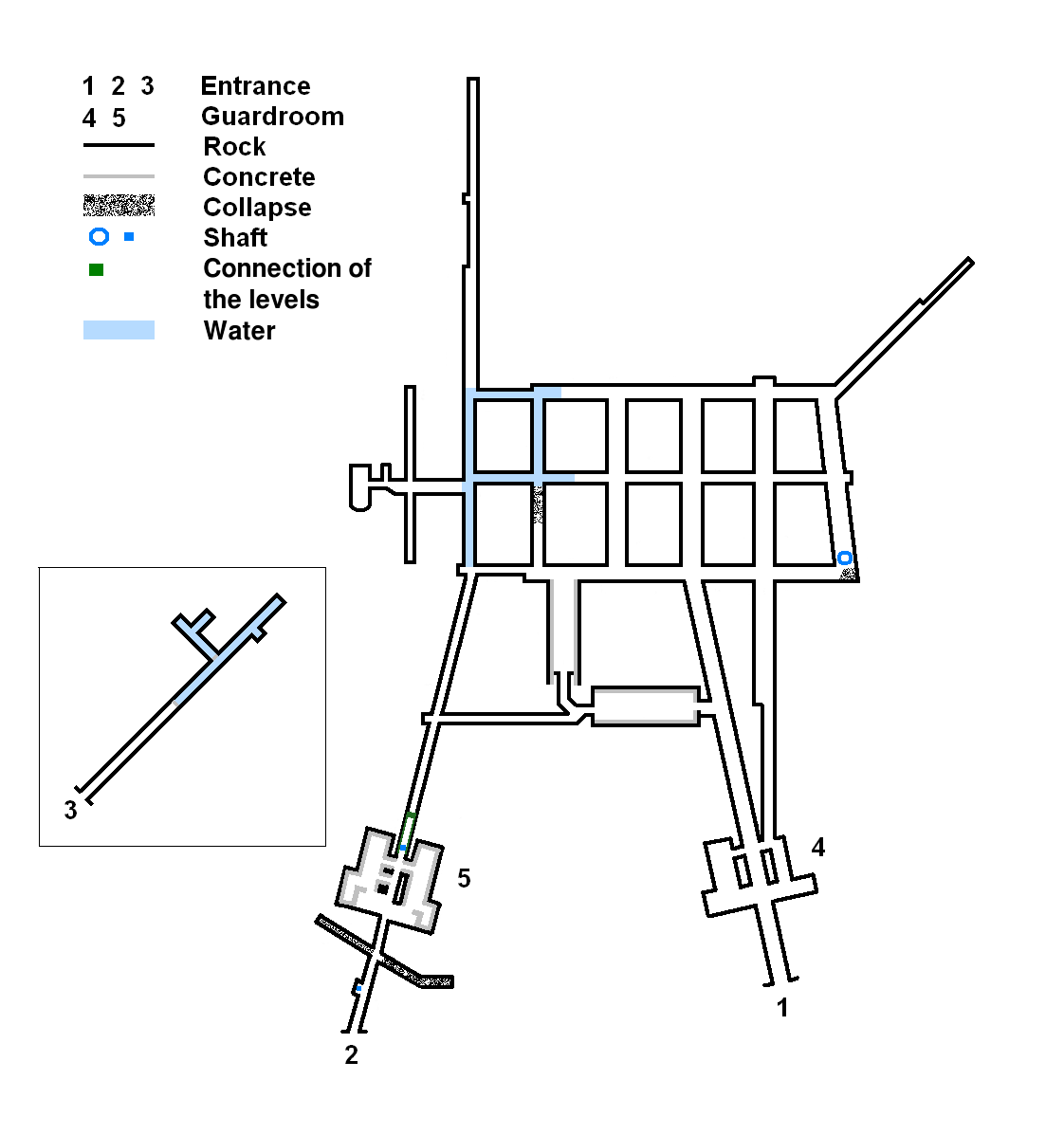
Komplex Osówka

Komplex se nachází uvnitř hory Osówka (německy Säuferhöhen). Je přístupný tunelem číslo 1 (120 m) s místnostmi pro strážné a tunelem číslo 2 (456 m), který vede 10 m pod úrovní hlavního podzemního patra. Za nimi došlo ke spojení dvou úrovní zřícením stropu. Stavba je sítí tunelů (1,750 m, 6,700 m2, 30,000 m3) a podzemních sálů, které mají až 8 m na výšku. Pouze 6,9 % bylo vybetonováno. Tunel číslo 3 (107 m) není napojen na komplex. Je o 500 m dále a 45 m pod hlavním podzemním patrem. Jsou v něm dvě přehrady a hydraulické zařízení neznámého účelu.
Nad zemí jsou základy budov, strojní zařízení, rampa pro přepravu důlních vozíků na různé úrovně, vodní nádrže a sklady. Největší stavba je jednopodlažní betonová budova (680 m2, 2 300 m3) se stěnami cca 0,5 m silnými a střechou upravenou pro zamaskování vegetací (0.6 m). Další strukturou neznámého účelu je betonový monolit (30.9 m x 29.8 m) s desítkami potrubních vedení, kanalizací a propustků, zapuštěný do skály 4,5 m hluboko. Úzkorozchodná železniční síť spojuje tunely s železniční stanicí v obci Głuszyca Górna (německy Oberwüstegiersdorf). Od roku 1996 je areál otevřen pro veřejnost.
V srpnu 1944 byl zřízen pracovní tábor AL Säuferwasser. Zde byli vězněni Židé z Polska, Maďarska a Řecka. Zbytky tábora lze stále nalézt v blízkosti tunelu číslo 3. Jeho evakuace proběhla v únoru 1945.

### Komplex Sokolec

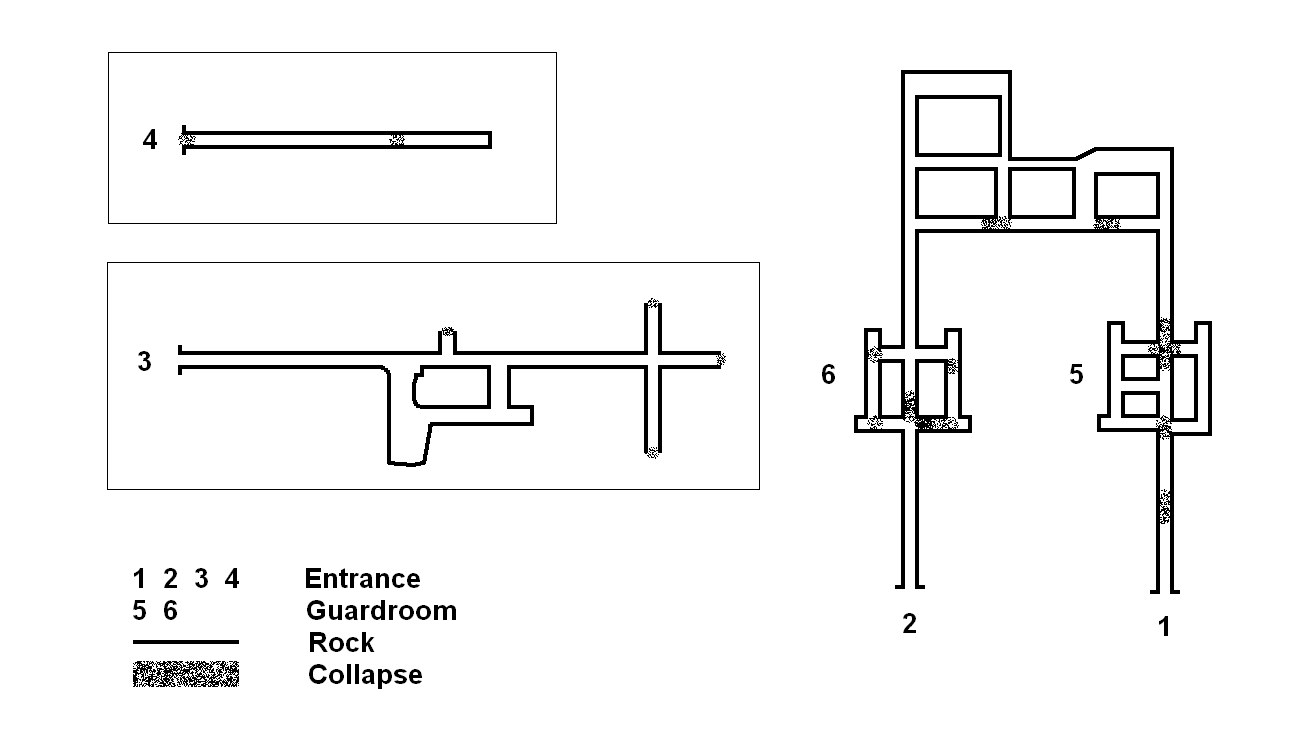
Komplex Sokolec

Komplex se nachází u obce Sokolec (německy Falkenberg) uvnitř hory s názvem Gontowa (německy Schindelberg). Skládá se ze dvou podzemních struktur ve dvou podlažích. Tunely číslo 1 a 2 vedou do podzemí a mají až 5 m na výšku. Na mnoha místech jsou zhroucené, protože se komplex nachází v měkkém pískovci. V roce 2011 začala ražba v tunelu číslo 3 (145 m), který byl nepřístupný od konce války, protože se zhroutil vchod. Je vzdálen 600m a leží 60 m pod úrovní tunelů číslo 1 a 2. Tunel číslo 4 (100 m) byl otevřen v roce 1994 a je jedním z pouhých dvou krátkých tunelů, které byly nalezeny vybavené důlním zařízením z roku 1945. Celková délka komplexu je 1090 m (3025 m2, 7562 m3). Není vybetonován.
Nad zemí zůstaly základy budov, strojovna a dvě rampy pro přepravu důlních vozíků na různá podlaží. Byla vystavěna opěrná zeď (47 m) k zajištění nově vybudované silnice. Úzkorozchodná železnice spojovala tunely s železniční vlečkou do vesnice Ludwikowice Kłodzkie (německy Ludwigsdorf).
V dubnu 1944 byl založen pracovní tábor AL Falkenberg ve vesničce Sowina (německy Eule) pro vězně z koncentračních táborů. Pobývalo zde 1500 mužských vězňů židovského původu z Polska, Maďarska a Řecka. Evakuace tábora proběhla v únoru 1945.

### Komplex Jugowice

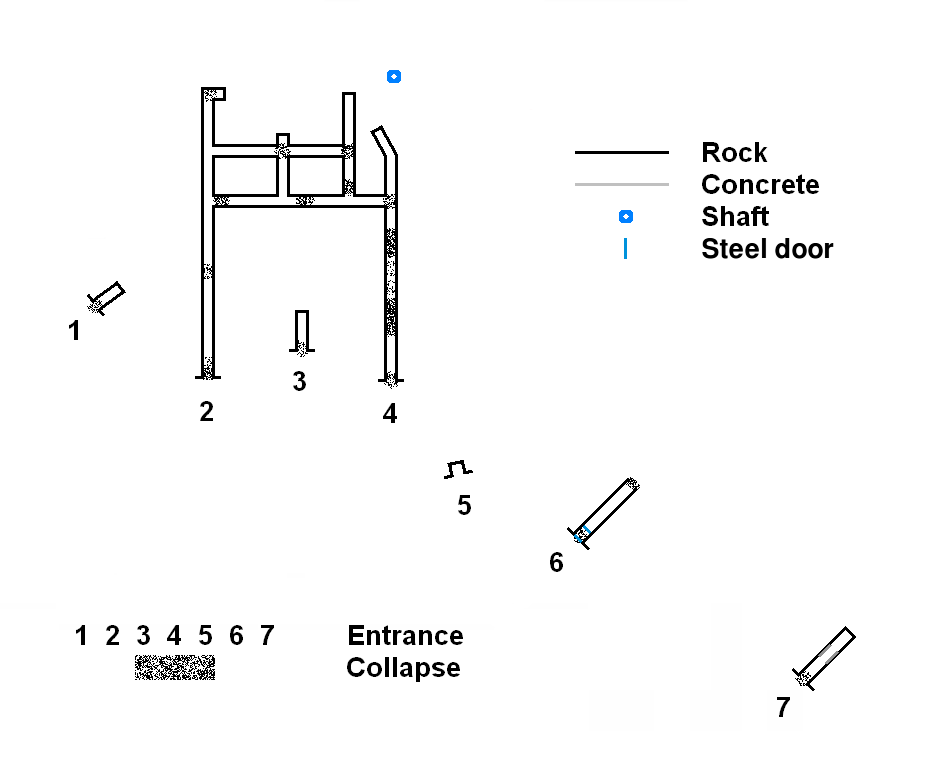
Komplex Jugowice

Komplex se nachází v obci Jugowice (Jawornik) uvnitř hory jménem Dział Jawornicki. Tunely číslo 2 (109 m) a 4 vedou k malému podzemnímu podlaží. Tunel číslo 6 se zhroutil 37 m od vchodu a nebyl prozkoumán. Ostatní tunely jsou v počáteční fázi výstavby: 1. (10 m), 3. (15 m), 5. (3 m), 7. (24.5 m). Celková délka stavby je 460 m (1360 m2, 4200 m3). Méně než jedno procento je vybetonováno.
Nad zemí zůstaly základy budov, strojovny, čerpací stanice a vodní nádrže. Úzkorozchodná železnice spojovala tunely s železniční vlečkou v obci Olszyniec (německy Erlenbusch).

### Komplex Soboń

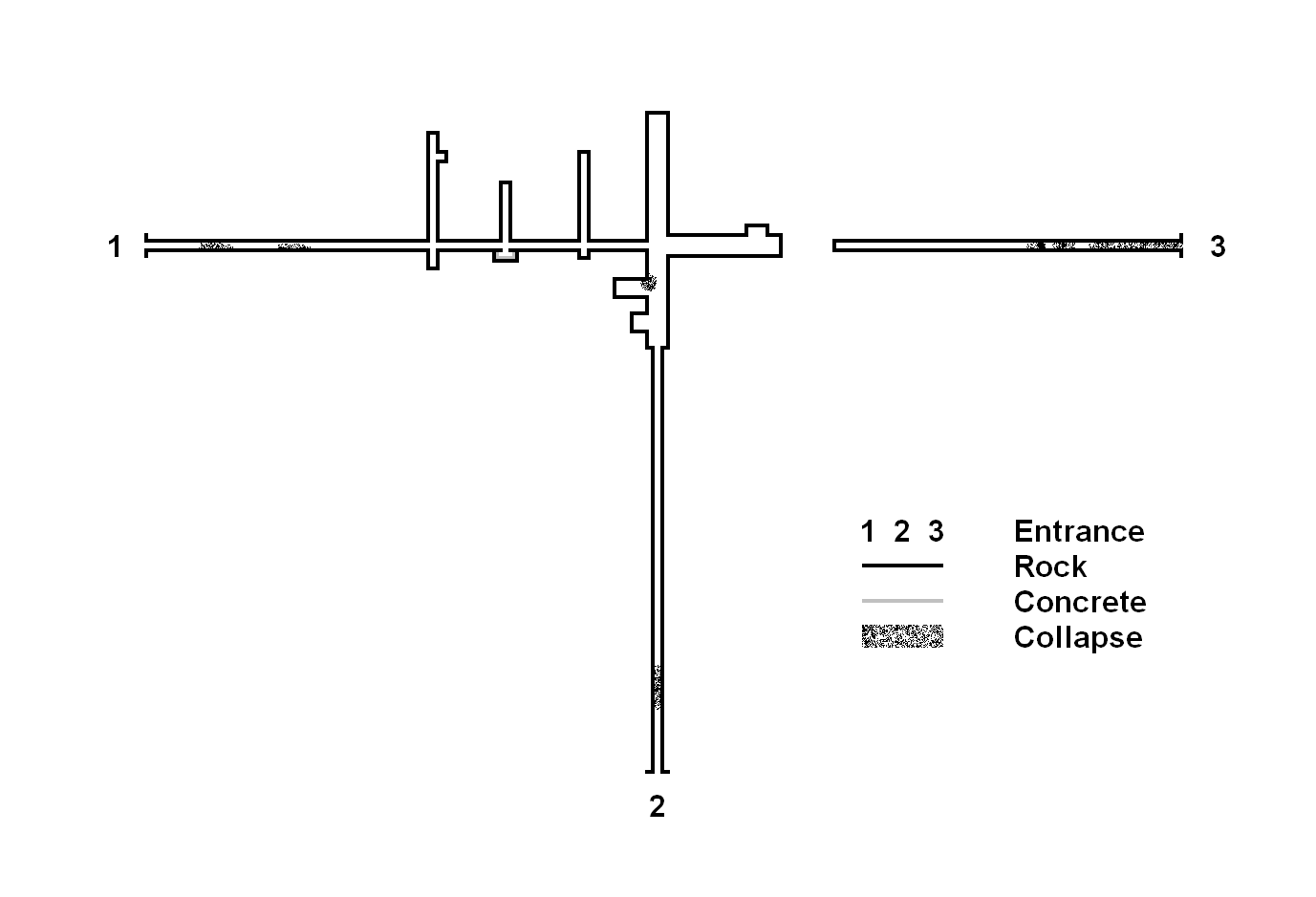
Komplex Soboń

Komplex se nachází uvnitř hory Soboń (německy Ramenberg) a je přístupný tunely číslo 1 (216 m) a 2 (170 m). Tunel číslo 3 není připojen k hlavnímu podzemí. Zhroutil se v úvodní části ve vzdálenosti 83 m. Méně než jedno procento je vybetonováno.
Nad zemí zůstaly základy strojoven a čerpací stanice, vodní nádrž, sklady stavebních materiálů, četné nedokončené nebo zničené budovy a bunkr. Úzkorozchodná železniční sít spojovala tunely s železniční stanicí v obci Głuszyca Górna (německy Oberwüstegiersdorf). V říjnu až prosinci 1944 byl založen tábor AL Lärche pro vězně z koncentračních táborů, především Židy z Polska a Řecka. Žili ve dvanácti barácích z překližky v blízkosti tunelu číslo 3. Evakuace tábora proběhla v únoru 1945.

### Zámek Jedlinka

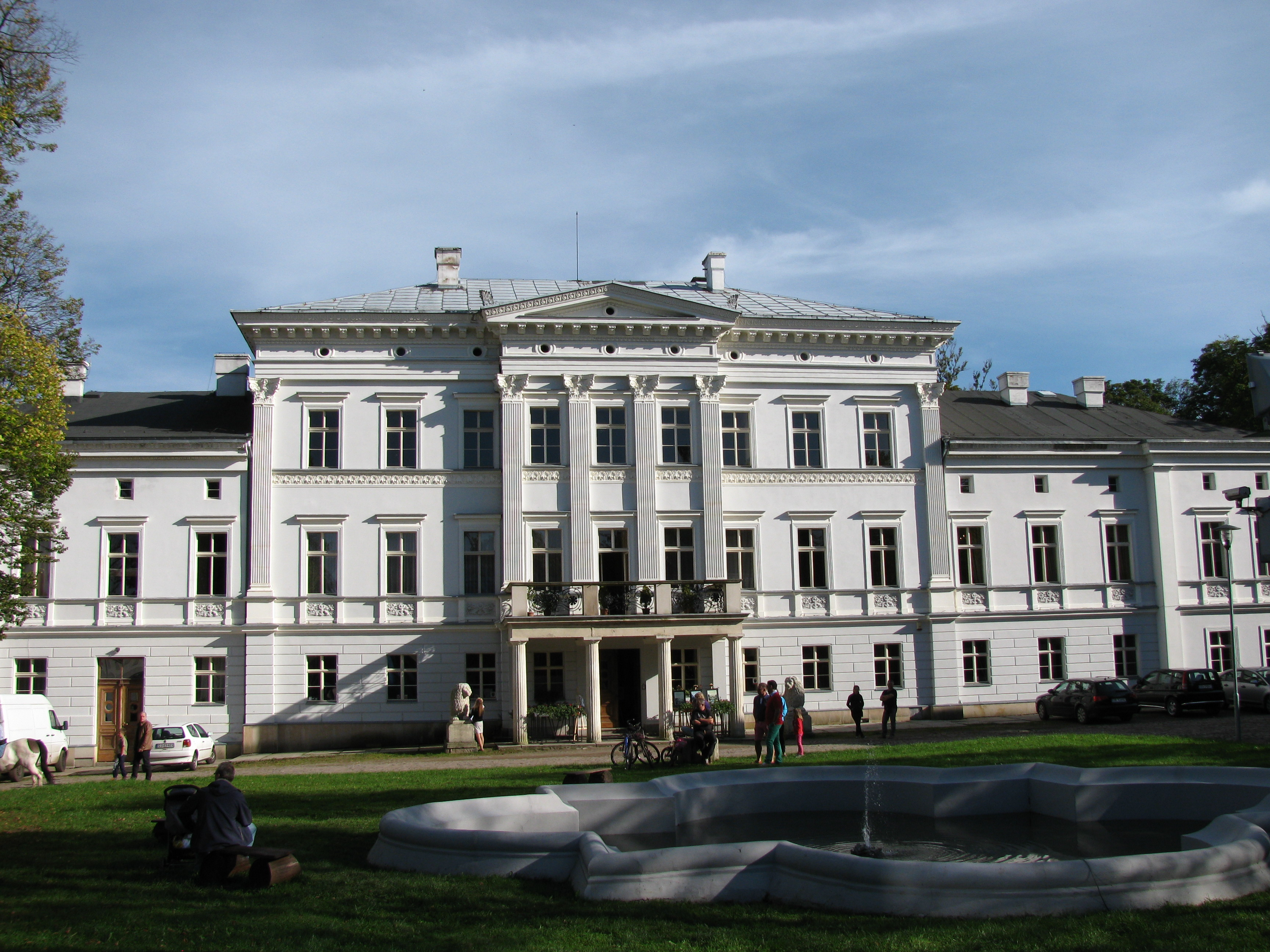
Zámek Jedlinka

Zámek se nachází v obci Jedlinka (německy Tannhausen). V roce 1943 ho odkoupila Nationalsozialistische Volkswohlfahrt od rodiny Böhmů v důsledku jejich finančních problémů. Na začátku roku 1944 byly zrušeny plány na přestavbu v nemocnici, budova byla zabavena vojenskými orgány a upravena jako sídlo Schlesische Industriegemeinschaft AG (Slezské průmyslové společnosti). Ve sklepě byl vytvořen protiletecký kryt a plynotěsné dveře. Zámek a nedaleké město Jedlina-Zdrój (německy Bad Charlottenbrunn) byly ustanoveny jako základna výstavby Projektu Riese.
V dubnu 1944 začala být považována Schlesische Industriegemeinschaft AG za příliš neefektivní a byla nahrazena Organizací Todt (OT) pod dohledem hlavního inženýra Franze Xavera Dorsche, a architektů Siegfrieda Schmelchera a Konrada Meyera.

### Głuszyca

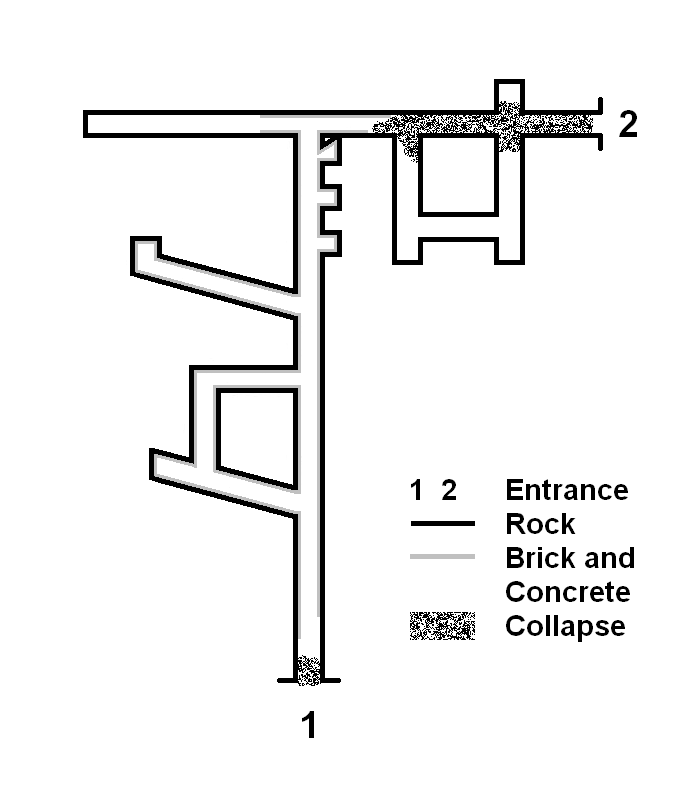
Protiletecký kryt v Głuszyci

Ve městě Głuszyca (německy Wüstegiersdorf) a jeho okolí se nacházelo mnoho pracovních táborů spadajících pod Projekt Riese. Od října 1943 do března 1945 sem byly přemístěny výrobní závody firmy Friedrich Krupp AG z Essenu. Byly sem přemístěny také dvě textilní továrny patřící k Meyer-Kauffmann Textilwerke AG a přizpůsobeny ke zbrojní výrobě. V nedalekém kopci byl vybudován protiletecký kryt. Skládá se ze dvou tunelů, šedesát procent bylo vybetonováno a vyzděno cihlami (240 m, 600 m², 1800 m³).

## Galerie

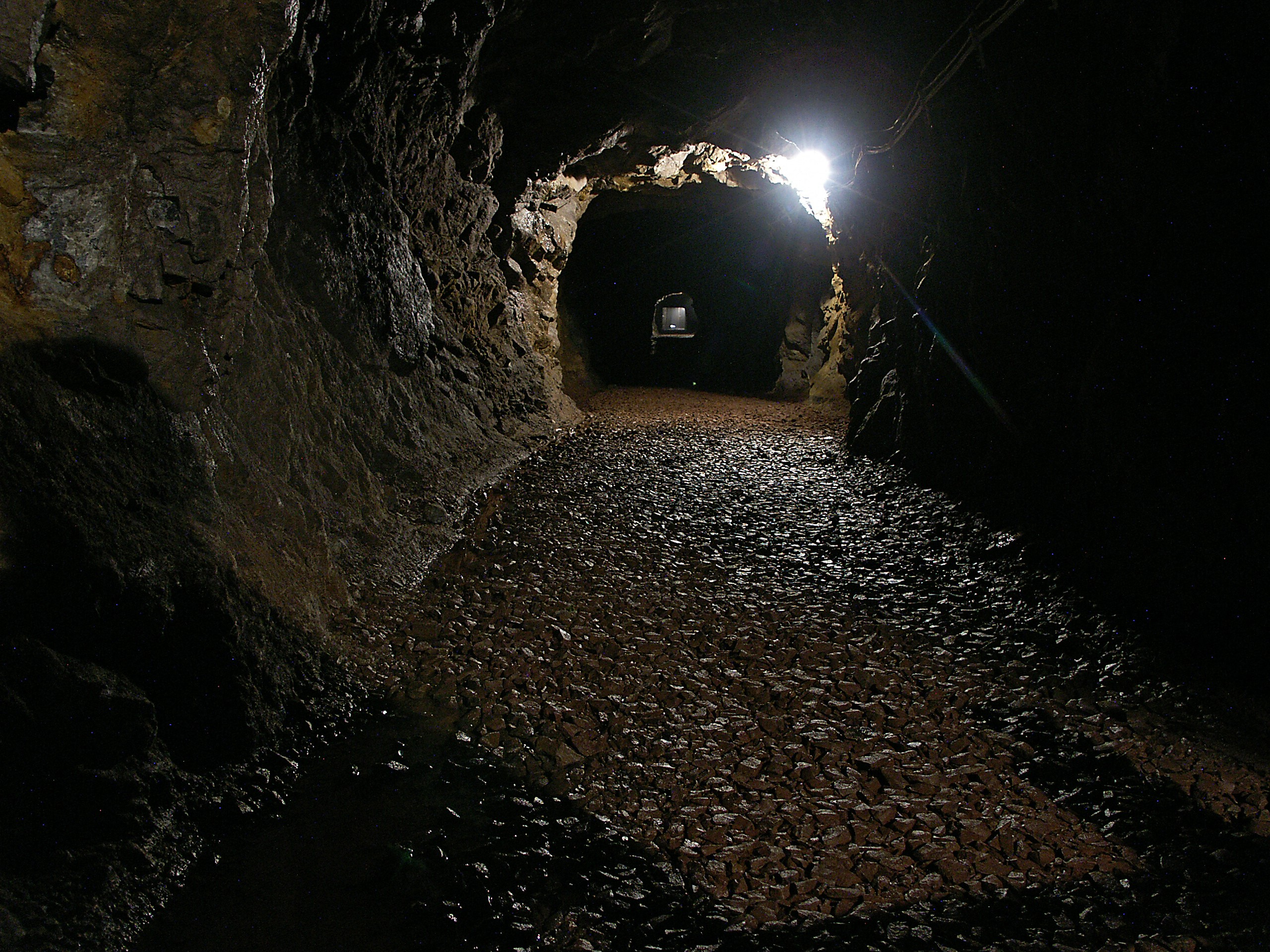
Komplex Włodarz
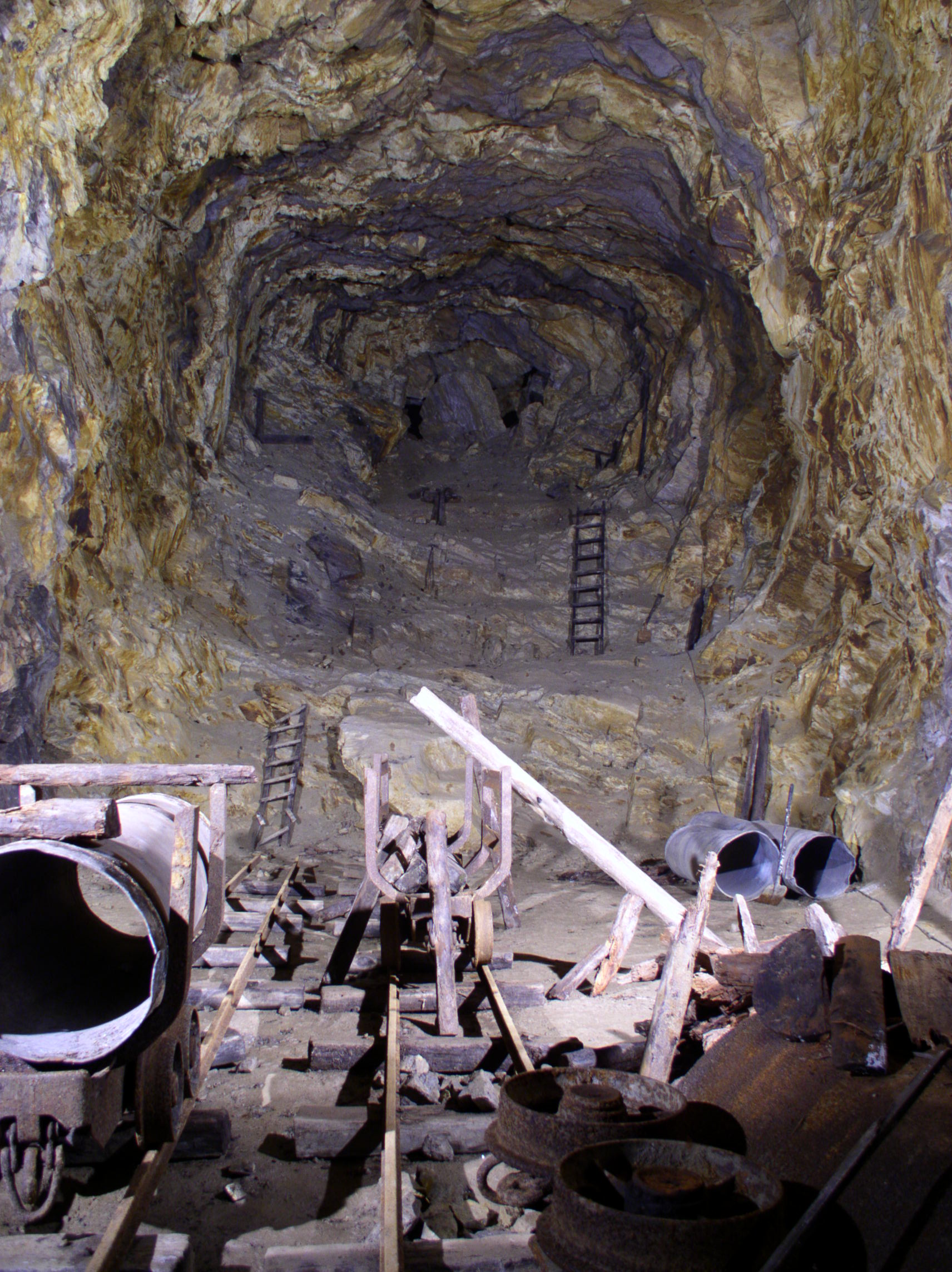
Komplex Rzeczka
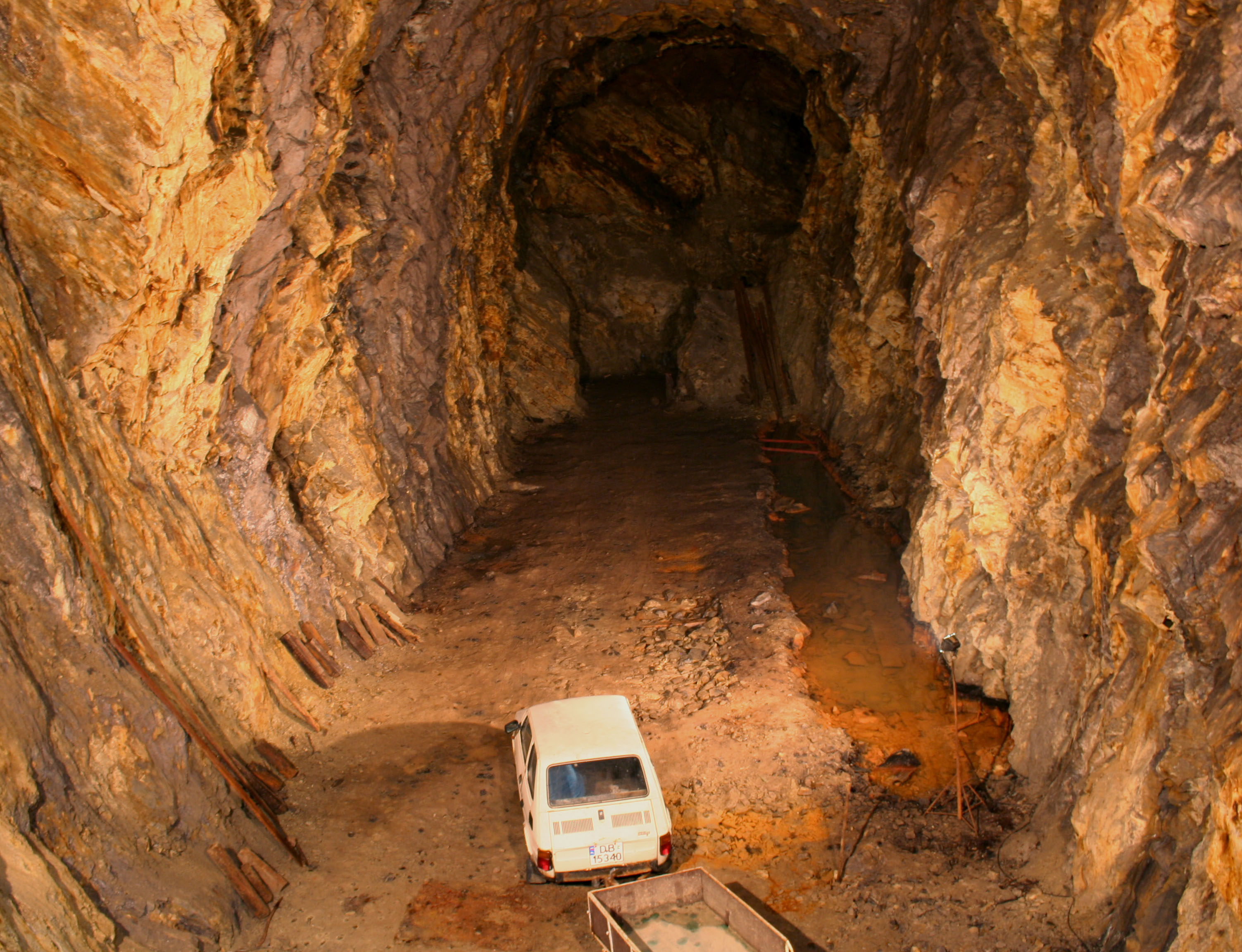
Komplex Rzeczka
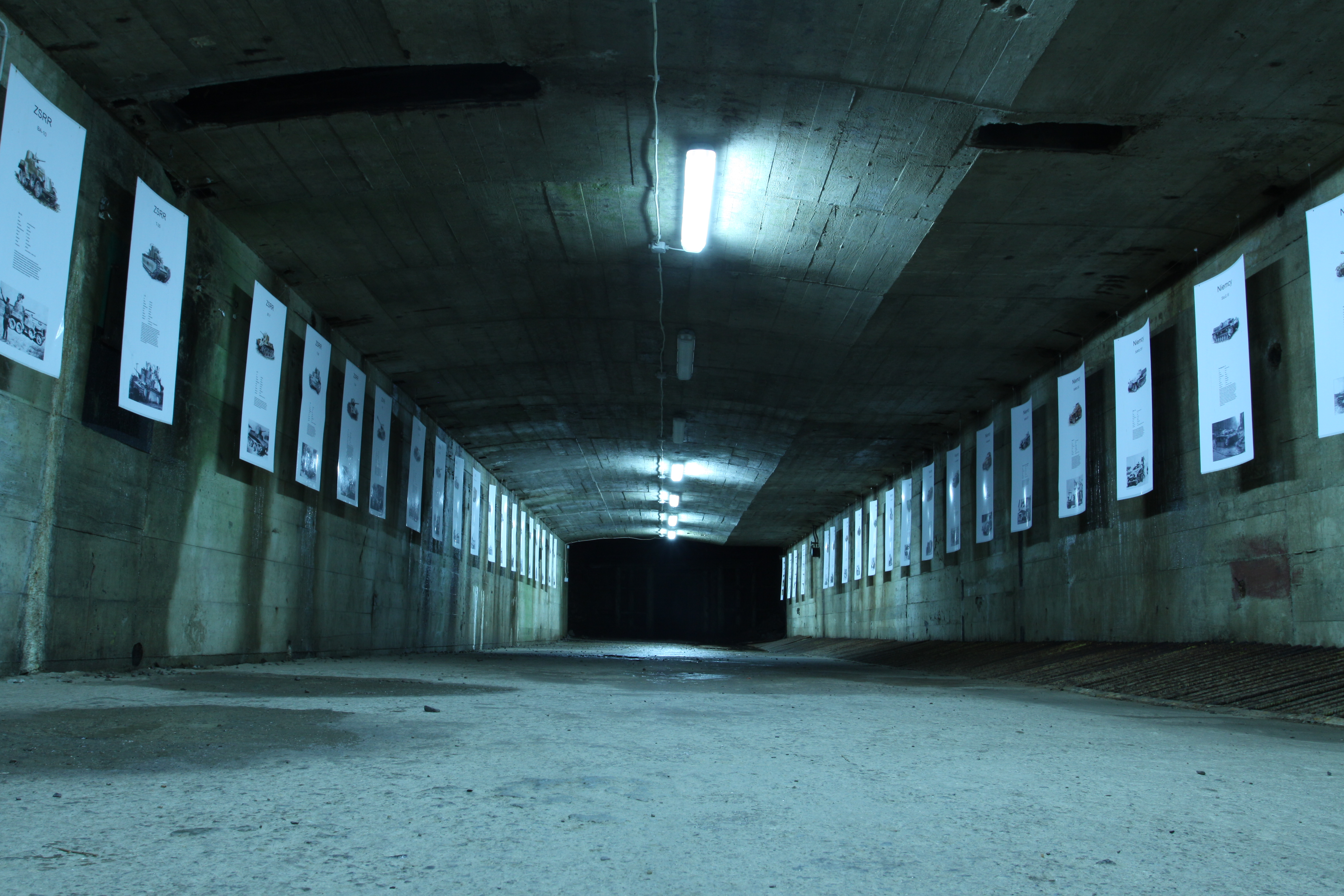
Komplex Osówka
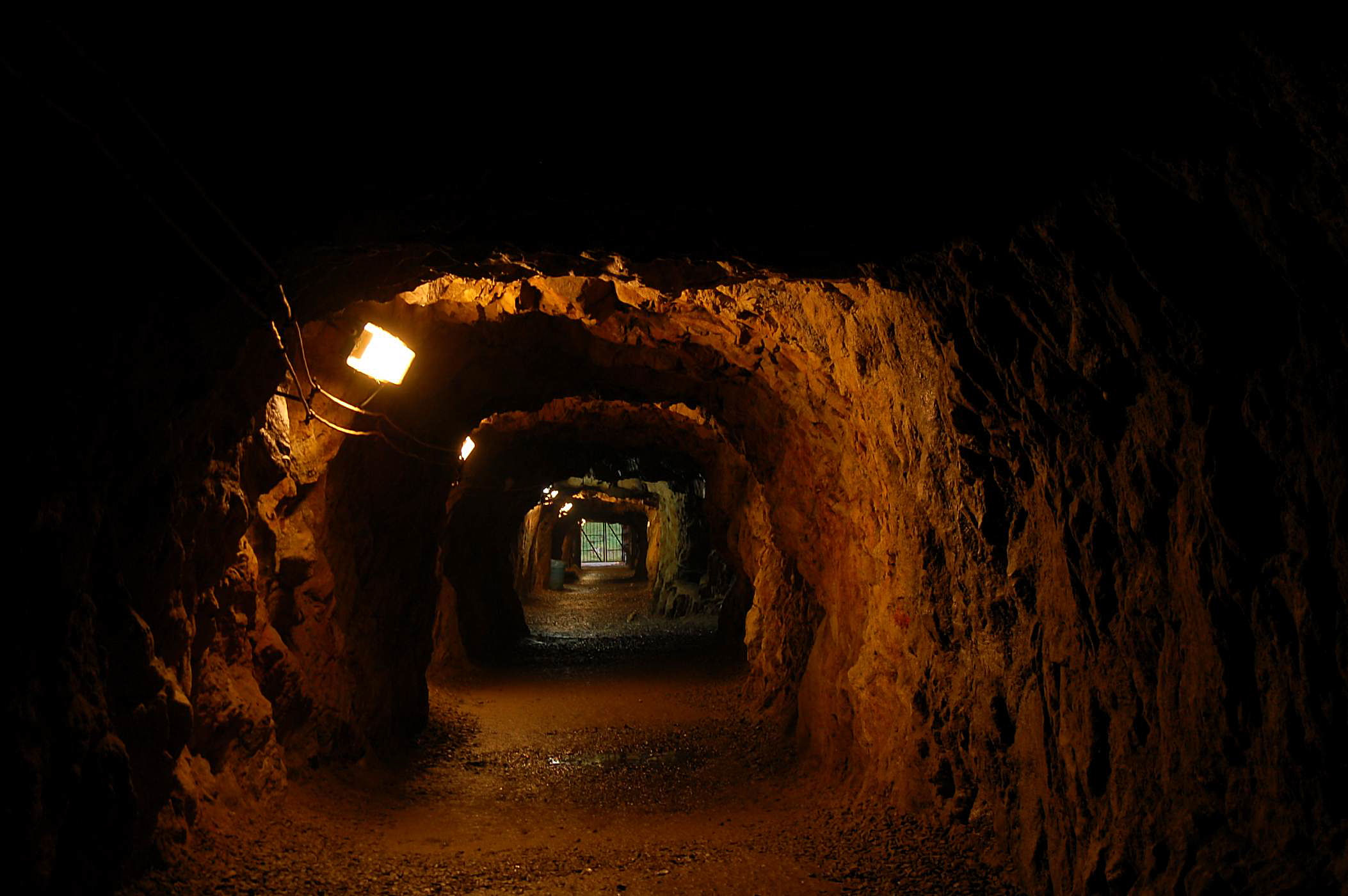
Komplex Osówka
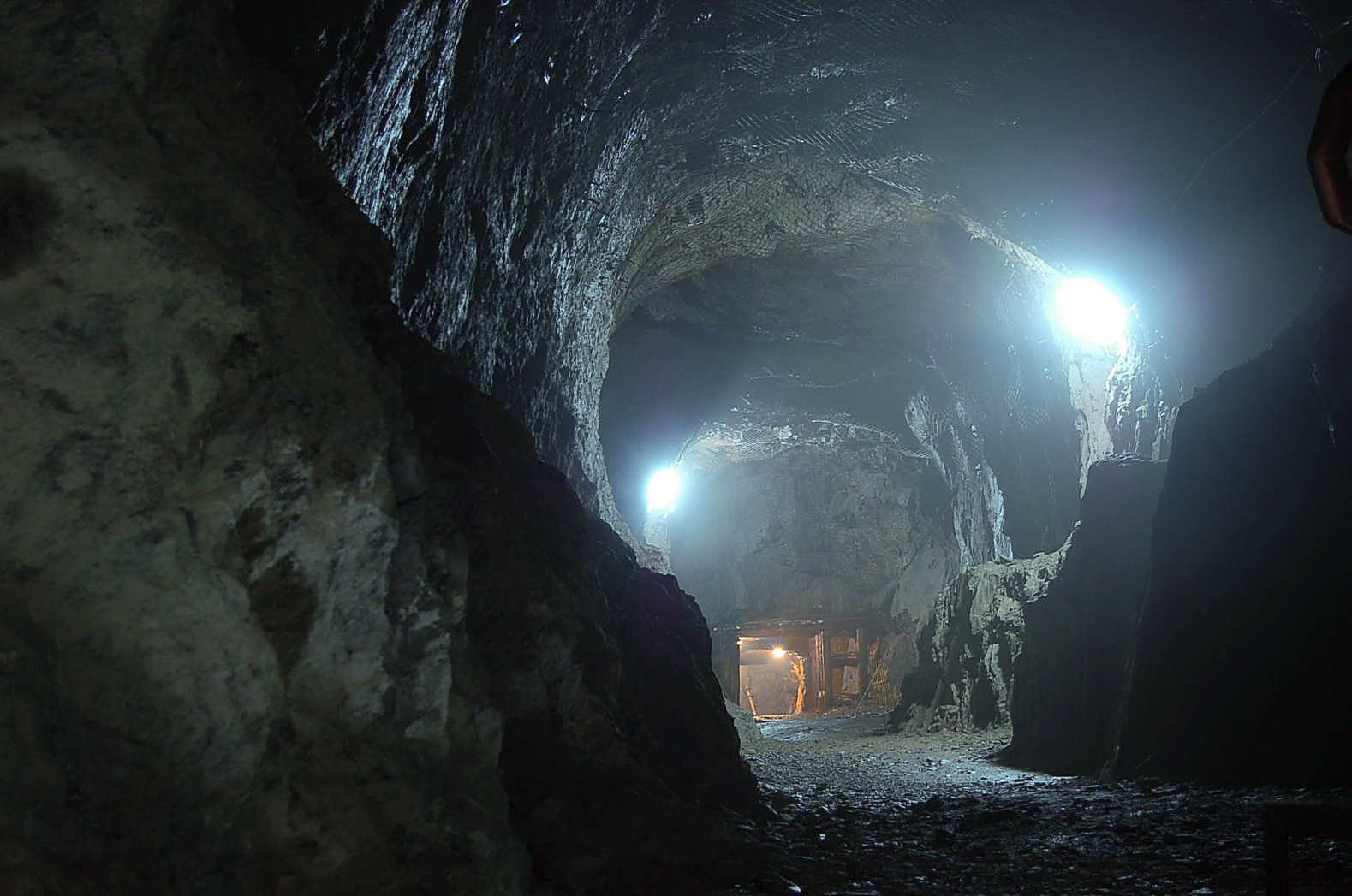
Komplex Osówka
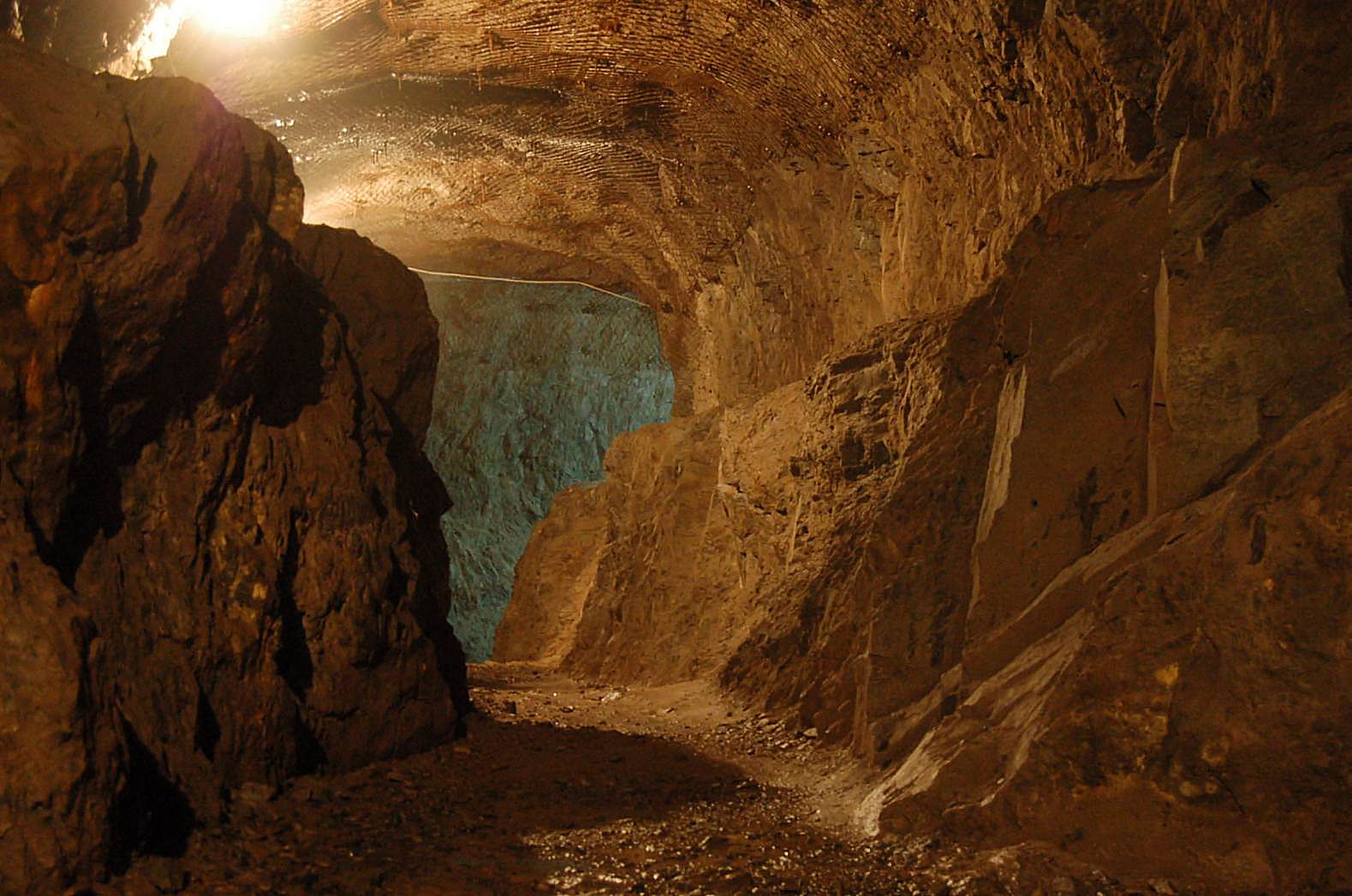
Komplex Osówka
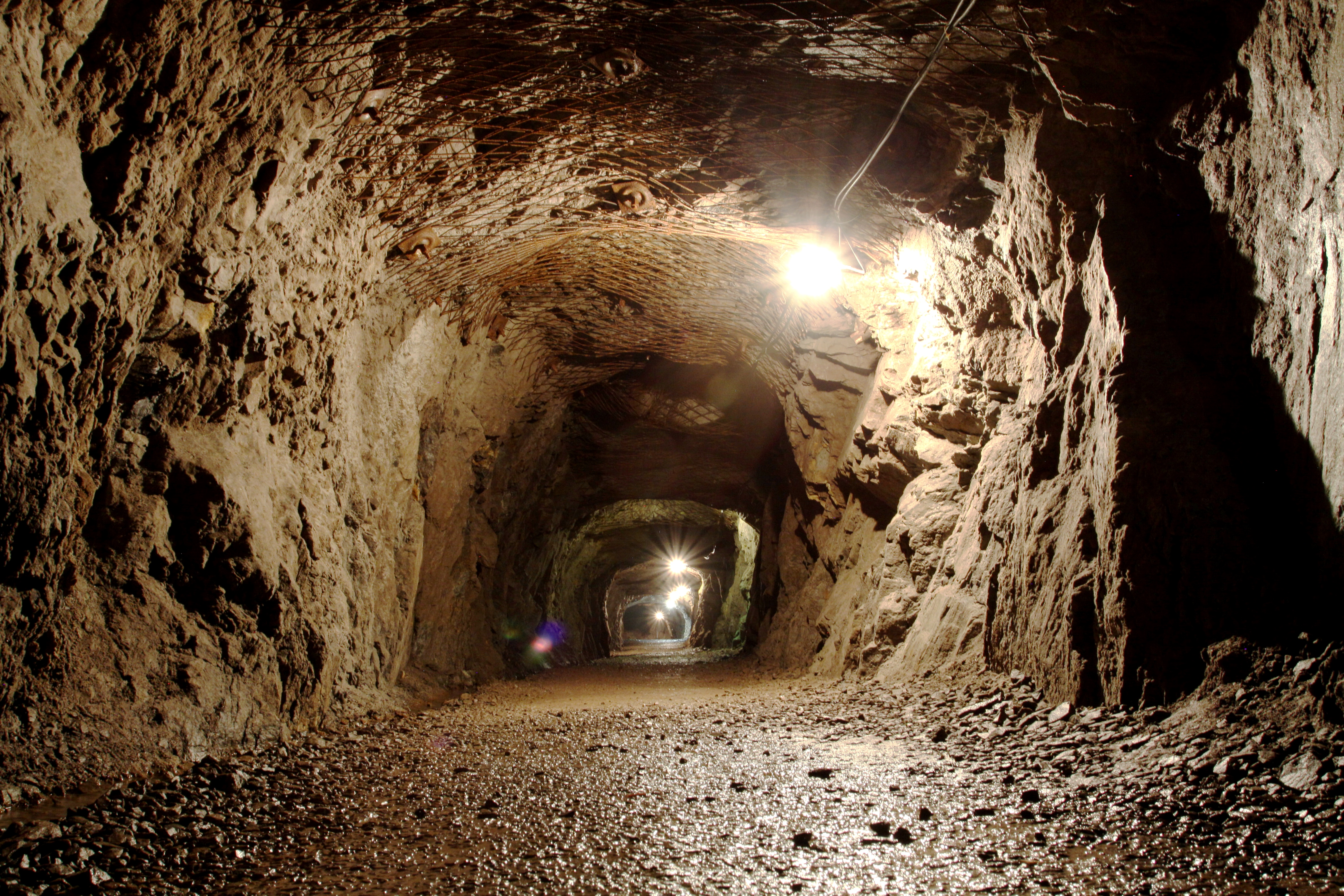
Komplex Osówka
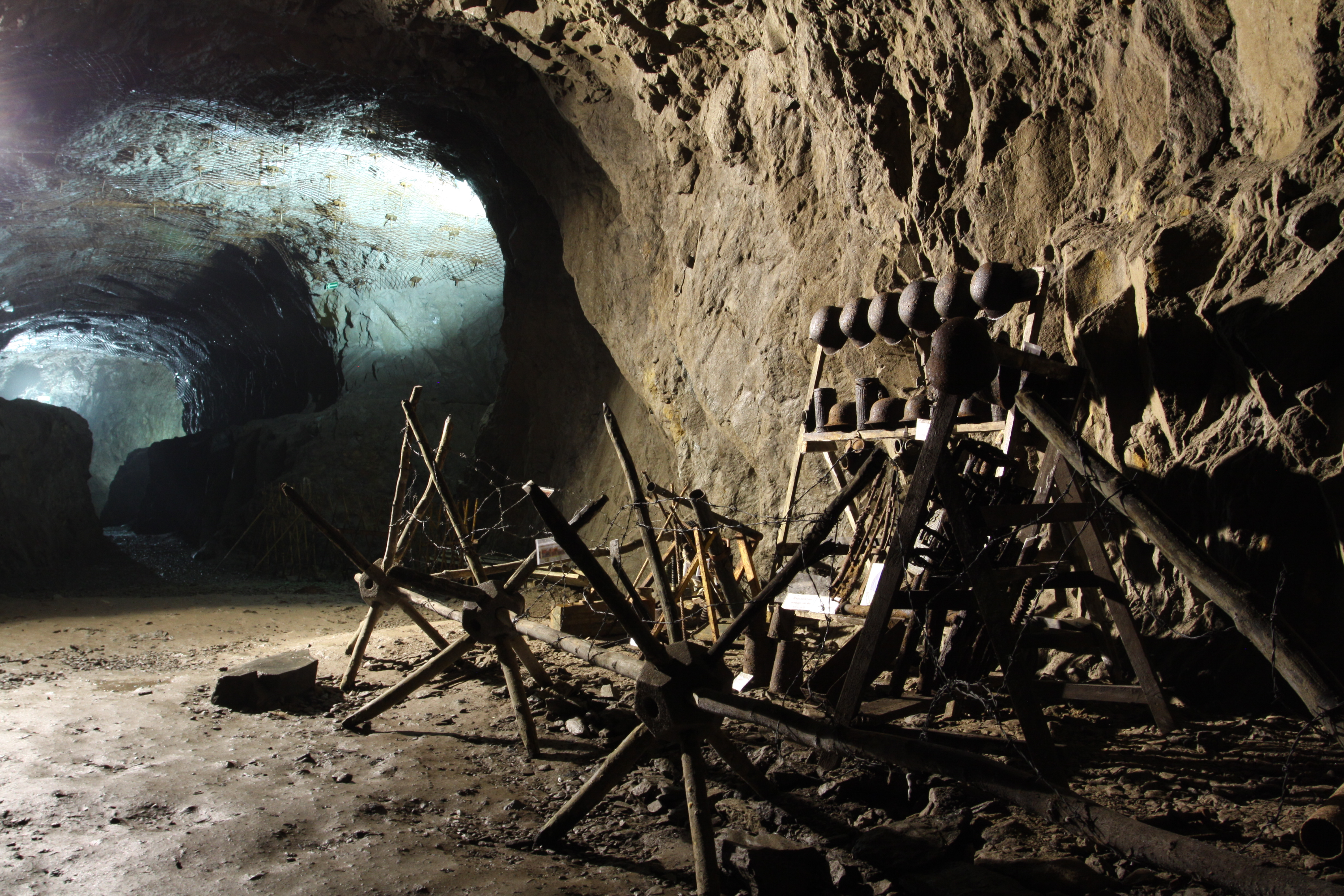
Komplex Osówka
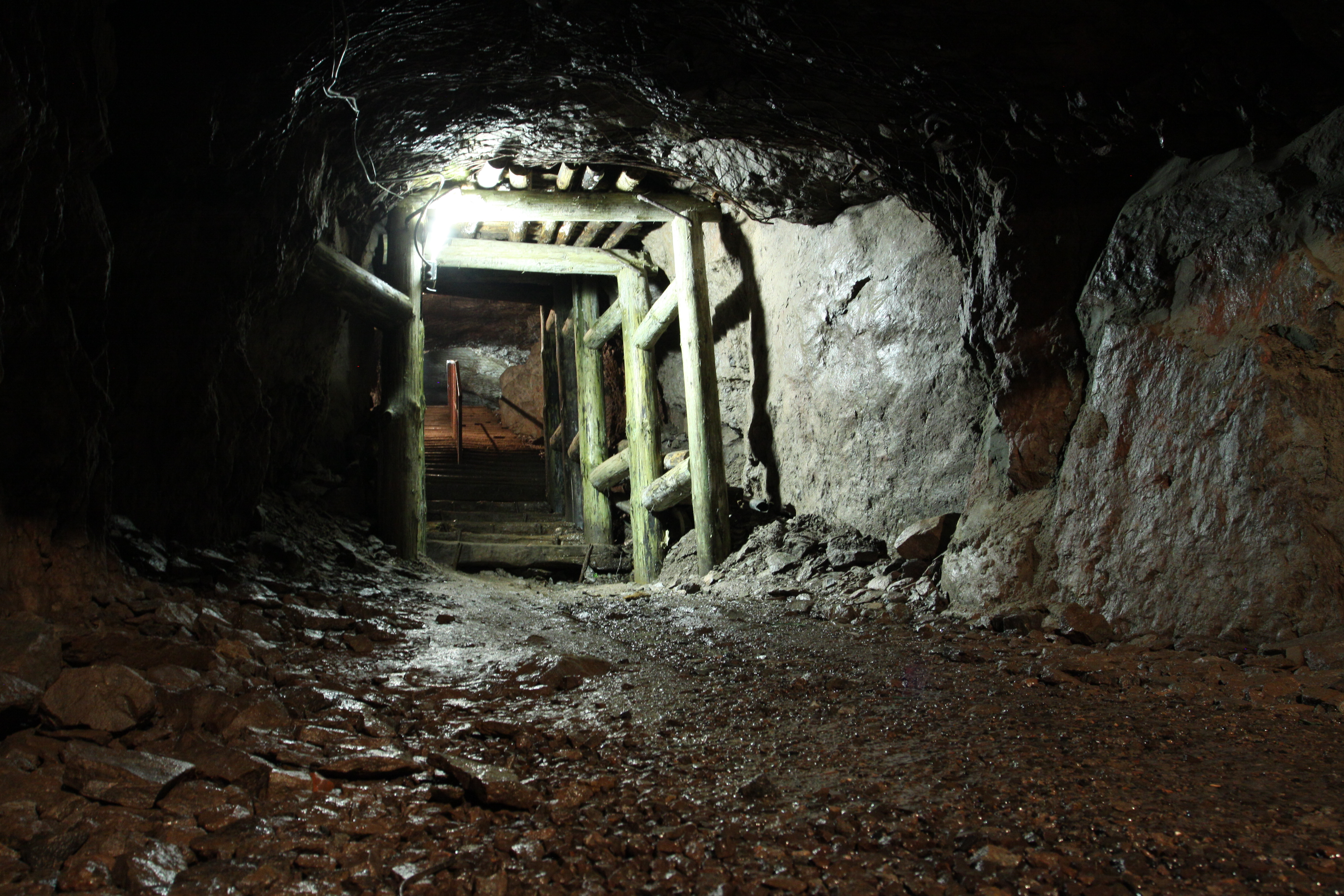
Komplex Osówka